# Alan Root
Pour les articles homonymes, voir Root.
Alan Root, né le 12 mai 1937 à Londres et mort le 26 août 2017 à Nanyuki au Kenya, est un documentariste britannique actif en Afrique.

## Biographie
Alan Root, né le 12 mai 1937 à Londres, est un documentariste. Concentrant son travail sur les merveilles naturelles de l'Afrique, il est connu pour ses clichés inventifs. Dans les années 1960, 70 et 80, le matériel photographique n'a pas encore la taille réduite qui existe actuellement, il travaille pendant une grande partie de cette période avec sa première femme, Joan Root. Le couple divorce en 1990, puis il épouse Jennie Hammond en 1991 mais elle meurt en 2000.
Alan Root est mort le 26 août 2017 au Kenya à l'âge de quatre-vingts ans.